# Stern (geslacht)

Geslachtswapen (1841)

Stern (ook: Van Oostenwijk Stern) is een uit Kassel afkomstig geslacht waarvan leden sinds 1841 tot de Nederlandse adel behoren.

## Geschiedenis
De stamreeks begint met de herder Jos Stürn die als doopgetuige te Kirchditmold in 1625 wordt vermeld en in 1638 overleed. Zijn achterkleinzoon Johannes Lodewijk Stern (1729-1785) trekt naar Sluis, wordt daar vermeld vanaf 1749, werd daar schepen en burgemeester van de keure. Een kleinzoon van de laatste, Johan Lodewijk Stern (1790-1870), werd bij Koninklijk Besluit van 2 mei 1841 verheven in de Nederlandse adel.
Het geslacht werd in de 18e jaargang (1928-1929) van het Nederland's Patriciaat opgenomen.
In 2009 waren nog twintig mannelijke adellijke afstammelingen in leven, de laatste geboren in 2009.
Vanaf de 19e eeuw bezaten leden van het geslacht de (voormalige) heerlijke rechten van Hedikhuizen, door huwelijk in 1857 met een nazaat uit het geslacht De Jongh.

## Enkele telgen
- Jhr. Johan Lodewijk Stern (1790-1870), inspecteur der registratie, successie en domeinen
  - Jhr. Lodewijk Stern (1818-1902), belastingontvanger
    - Jhr. Christiaan Johannes Stern (1853-1899)
      - Jhr. Lodewijk Stern (1885-1950), assuradeur
        - Jhr. Abraham Louis Stern (1908-1989)
          - Jhr. Lodewijk Stern (1938), registeraccountant, chef de famille

      - Jhr. mr. Adriaan Cornelis Albertus Stern, heer van Hedikhuizen (1886-1943), advocaat en procureur

    - Jkvr. Elisabeth Maria Stern (1865-1943); trouwde in 1896 met jhr. Jan Olphert de Jong van Beek en Donk (1863-1935), burgemeester en gouverneur van Curaçao

  - Jhr. Johan Stern, ambachtsheer van Hedikhuizen (1819-1892), ontvanger registratie en domeinen; trouwde in 1857 met Wilhelmina Elisabeth Johanna Paulina von Sturler (1823-1895), telg uit het geslacht De Sturler en dochter van Hendrika Johanna de Jongh, vrouwe van Hedikhuizen (1795-1856), telg uit het geslacht De Jongh in wier voorgeslacht het was sinds Jan de Jongh de Jongste, heer van Hedikhuizen (1658-1725)
  - Jhr. Carel Willem Stern (1826-1911), belastingontvanger
    - Jhr. Geurt Stern, heer van Hedikhuizen (1871-1960), notaris
      - Jhr. Carel Willem Stern, heer van Hedikhuizen (1921-2007), hoofdemployé PTT

    - Jhr. Carel Willem Stern (1874-1950), burgemeester
      - Jhr. Carel Willem Stern (1912-1992), burgemeester

  - Jhr. Christiaan Johannes Stern (1828-1883), burgemeester
    - Jhr. Johan Lodewijk Henricus Carel Christiaan Stern, heer van Hedikhuizen (1861-1930)